# 1341 pr. n. št.

## Rojstva
- Tutankamon, faraon iz Osemnajste egipčanske dinastije († okoli 1323 pr. n. št.)